# Comuna Coțofănești, Bacău
Coțofănești este o comună în județul Bacău, Moldova, România, formată din satele Bâlca, Boiștea de Jos, Borșani, Coțofănești (reședința) și Tămășoaia.

## Așezare
Comuna se află în extremitatea sudica a județului, la limita cu județul Vrancea, pe malul drept al Trotușului în bazinul afluentului acestuia Bilca. Este traversată de șoseaua națională DN11A, care leagă Oneștiul de Adjud. Prin comună trece și calea ferată Adjud–Comănești–Siculeni, pe care este deservită de halta Bâlca.

## Demografie
Componența etnică a comunei Coțofănești
     Români (80,52%)
     Romi (9,04%)
     Alte etnii (0%)
     Necunoscută (10,44%)
Componența confesională a comunei Coțofănești
     Ortodocși (68,18%)
     Penticostali (20,81%)
     Alte religii (0,45%)
     Necunoscută (10,56%)
Conform recensământului efectuat în 2021, populația comunei Coțofănești se ridică la 3.306 locuitori, în creștere față de recensământul anterior din 2011, când fuseseră înregistrați 3.199 de locuitori. Majoritatea locuitorilor sunt români (80,52%), cu o minoritate de romi (9,04%), iar pentru 10,44% nu se cunoaște apartenența etnică. Din punct de vedere confesional, majoritatea locuitorilor sunt ortodocși (68,18%), cu o minoritate de penticostali (20,81%), iar pentru 10,56% nu se cunoaște apartenența confesională.

## Politică și administrație
Comuna Coțofănești este administrată de un primar și un consiliu local compus din 13 consilieri. Primarul, Viorel Olariu[*], de la Partidul Social Democrat, este în funcție din 2000. Începând cu alegerile locale din 2024, consiliul local are următoarea componență pe partide politice:
|  | Partid                          | Consilieri | Componența Consiliului | Componența Consiliului | Componența Consiliului | Componența Consiliului | Componența Consiliului | Componența Consiliului | Componența Consiliului | Componența Consiliului | Componența Consiliului |
|  | ------------------------------- | ---------- | ---------------------- | ---------------------- | ---------------------- | ---------------------- | ---------------------- | ---------------------- | ---------------------- | ---------------------- | ---------------------- |
|  | Partidul Social Democrat        | 9          |                        |                        |                        |                        |                        |                        |                        |                        |                        |
|  | Partidul Național Liberal       | 3          |                        |                        |                        |                        |                        |                        |                        |                        |                        |
|  | Alianța pentru Unirea Românilor | 1          |                        |                        |                        |                        |                        |                        |                        |                        |                        |

## Istorie
La sfârșitul secolului al XIX-lea, comuna făcea parte din plasa Răcăciuni a județului Putna și era formată din satele Coțofănești și Tămășoaia, având în total 610 locuitori. În comună existau o biserică și o școală mixtă cu 8 elevi (dintre care 2 fete). La acea vreme, pe teritoriul actual al comunei mai funcționau în aceeași plasă și comunele Bâlca și Borșani. Comuna Bâlca avea 568 de locuitori și era formată doar din satul de reședință, având o biserică și nicio școală, cei 19 școlari (17 băieți și 2 fete) din comună învâțând în comunele vecine. La fel, și comuna Borșani avea tot doar satul de reședință în compoziție; acest sat avea 551 de locuitori și o biserică; neavând școală, cei 14 școlari din comună învățau, ca și cei din comuna Bâlca, în comunele vecine.
Anuarul Socec consemnează cele trei comune Coțofănești, Bâlca și Borșani, în aceeași configurație în plasa Trotuș a aceluiași județ, având respectiv 823, 665 și 542 de locuitori. În 1931, comuna Borșani a fost desființată, iar satul său a fost inclus în comuna Bâlca. Ulterior, și comuna Bâlca avea să fie desființată, cele două sate revenind comunei Coțofănești.
În 1950, comuna Coțofănești a fost arondată raionului Adjud din regiunea Putna, apoi (după 1952) din regiunea Bârlad și (după 1956) din regiunea Bacău. În 1968, a fost transferată la județul Bacău.

## Monumente istorice
Singurul obiectiv din comuna Coțofănești inclus în lista monumentelor istorice din județul Bacău ca monument de interes local este biserica „Pogorârea Sfântului Duh” din satul Borșani. Clasificată ca monument de arhitectură, biserica datează din 1841 și a fost refăcută în 1891 și în 1972.